# The Secret of Convict Lake
 The Secret of Convict Lake és un western estatunidenc dirigit per Michael Gordon estrenat el 1951. La pel·lícula va ser un èxit de crítica i comercial. La història és una ficció, basada en llegendes del Convict Lake, situat a Sierra Nevada al nord de Califòrnia. i un conte breu d'Anna Hunger i Jack Pollexfen. La pel·lícula és el paper final d'Ann Dvorak abans de la seva retirada de la pantalla.

## Argument
En 1871, un grup de presidiaris s'escapa de la presó de Carson City a Nevada i prova d'arribar a Califòrnia a través de les muntanyes nevades. Entrampats en una turmenta, acaben per arribar al poble aïllat de Monte Diablo. Allà, s'adonen que tots els homes han marxat i que el poble només és ocupat per les dones. Els fugitius demanen menjar i dormir. Encara que desconfiades, acaben per acceptar allotjar-los per una nit.
Jim Canfield, un dels fugitius, no s'ha dirigit cap a Monte Diablo per atzar. És a la recerca de Rudy Schaeffer, l'home que l'ha fet injustament condemnar per homicidi i robatori de 40.000 dòlars. Els seus companys segueixen a Canfield per tal de ficar la mà en aquest botí. Ben armades, les dones mantenen primer de tot l'autoritat sobre els seus invitats. Però de pressa, la situació es gira i els presidiaris prenen el control del poble. Només Canfield s'oposa a les intencions malèvoles dels seus acòlits, però no pot els va controlar sol. Marcia Stoddard, una de les habitants i promesa de Schaeffer, descobreix que el seu futur espòs té els diners robats a la seva cabana. Acaba per enamorar-se de Canfield i prova d'evitar el duel que els espera a la tornada imminent dels homes del poble.

## Repartiment
- Glenn Ford: Jim Canfield
- Gene Tierney: Marcia Stoddard
- Ethel Barrymore: Granny
- Zachary Scott: Johnny Greer
- Ann Dvorak: Rachel Schaeffer
- Barbara Bates: Barbara Purcell
- Cyril Cusack: Edward « Limey » Cockerel
- Richard Hylton: Clyde Maxwell
- Helen Westcott: Susan Haggerty
- Jeanette Nolan: Harriet Purcell
- Ruth Donnelly: Mary Fancher
- Harry Carter: Rudy Schaeffer
- Raymond Greenleaf: Tom Fancher
- Jack Lambert: Matt Anderson
- Ray Teal: Xèrif Cromwell
- Dale Robertson: narrador

## Reconeixements
- Nominat al Premi Edgar Allan Poe Memorial de the Mystery Writers of America per "millor pel·lícula de misteri de 1951".[5]